# Semiothisa da
Semiothisa da är en fjärilsart som beskrevs av Dyar 1916. Semiothisa da ingår i släktet Semiothisa och familjen mätare. Inga underarter finns listade i Catalogue of Life.